# Valverde, Santa Cruz de Tenerife
Valverde (špansko pomeni 'zelena dolina') je občina na Kanarskih otokih v provinci Santa Cruz de Tenerife. Je na severovzhodnem delu otoka El Hierro (preostali del otoka sta občini Frontera in El Pinar). Mesto z istim imenom je uradna prestolnica otoka. Je hkrati najmanjša kanarska prestolnica in edina, ki ni ob morju. Mestno letališče in pristanišče sta nekaj kilometrov stran na vzhodni obali otoka.
Pašniki in majhne posesti prevladujejo na območju osrednje planote z borovim in oblačnim gozdom na postopno višjih nadmorskih višinah. Obalna območja in nižja pobočja so suha in večinoma prepuščena grmičevju in redkemu travinju. Vulkanizem je izrazit, opaziti je več stožcev pepela in območij toka lave.

## Geografija
Je na severovzhodu otoka. Glavno mesto občine, Villa de Valverde, je edina otoška prestolnica, katere urbano središče ni na morski obali. Je tudi najzahodnejša in najjužnejša otoška prestolnica.
Ima površino 103,65 km² in je največja občina na otoku.

### Podnebje
Mesto ima tropsko puščavsko podnebje (Köppnova podnebna klasifikacija BWh) z blagimi temperaturami vse leto. Zime so mile in tople z januarsko srednjo temperaturo 18,8 °C. Temperature le redko padejo pod 10 °C, rekordno nizka pa je bila 8,0 °C 16. januarja 1981. Pozebe ne obstajajo. Največ padavin pade v zimskih mesecih. Poletja so topla z najtoplejšim mesecem, septembrom s povprečno temperaturo 24,1 °C, kar kaže na sezonski zamik. Padavin je v tem času malo, povprečno od 0 do 2 milimetra. Zaradi bližine morja so ekstremne temperature redke, najvišja zabeležena temperatura pa je bila 34,2 °C 16. oktobra 1983.
Valverde je na nadmorski višini 571 metrov, medtem ko je letališče El Hierro le 32 metrov nad morjem. Višinska razlika lahko pomembno vpliva na vreme.

### Zavarovana območja
Občina ima zavarovani pokrajini Ventejís in Timijiraque, pa tudi območje naravnega spomenika Las Playas, podeželskega parka Frontera in posebnega naravnega rezervata Tibataje.

## Zgodovina
Po ustnem izročilu, ki se prenaša do danes, je imelo mesto v notranjosti prvo stavbo s kamnitim podom in obzidjem ali mestna hiša, ki se je razlikovala od druge temu namenjene stavbe, ki je na levi strani ceste od Jaralesa do San Andrésa, v samem mestu Las Montañetas, Pod sodobno cesto in pritrjen na obstoječo stavbo je majhen trg, kjer so se sestankovali svet ali mestna hiša in sklepali dogovori v skladu z odloki, ki izvirajo iz starega režima kastiljskih svetov.
Rast, ki so jo doživeli Valverde in druga območja Barloventa v sozvočju z zatonom Montañeta, podprta z boljšo komunikacijo Valverdeja z naravnimi pristanišči, ureditvijo in gradnjo kraljevih cest, ustanovitvijo samostana, hiše okrajnega upravitelja, gradnjo župnije bo v bistvu povzročilo, da se je versko, upravno, politično in družbeno središče premaknilo proti mestu, proti koncu 15. stoletja, ne da bi imelo mestno hišo, zato je svet imel svoje seje v samoti Santa Catalina Mártir v soseski Tesine, ki je zdaj izginila, ter blizu križa in trga, ki nosita njeno ime.
Zanesljivih podatkov o kronologiji izgradnje mestne hiše, kjer je trenutno, ni. Požari sredi 16. stoletja, tako v župnijskem arhivu kot tudi ob koncu 19. stoletja na sedanji lokaciji omogočajo ugibanja o njenem izvoru; če je po redkih podatkih starodavna stavba morala obstajati že prej, po redkih podatkih Dada Daríasa: »... nekatera dela javnega značaja je mogoče opozoriti na dolgo obdobje 19. stoletja. Mestno hišo so dokončali, dodali hodnik in prostor za tajništvo ter del arhiva, notarski arhiv pa so umestili v enega od spodnjih prostorov, ki je na obeh straneh hodnika. Zraven je bila zgrajena tudi hiša Alhóndiga, v katere prostorih je bila kasneje javna otroška šola ...«

### Požar leta 1899
Po požaru je imel mestni svet prvo sejo 1. avgusta 1899 v zasebni hiši tajnika korporacije Graciliana Ayale. Zapisnik je napisan v privzdignjenem in domoljubnem smislu, v usta župana Cejasa Espinose polaga zgovorne in boleče fraze: «... hiša-mestna hiša, hiša ljudstva, ki, ki so jo zgradili naši predniki, simbolizira našo edino slavo in veličina, žal pripada zgodovini, kajti črna in zločinska roka, ki so jo gnale drobne in pogubne strasti, je uničila skrinjo, kamor je bila zaklenjena zgodovina naše države, ki je, čeprav uboga in majhna, želela posnemati mogočno egipčansko ljudstvo, ko je ovekovečil njihovo veličino in moč, je tu postavil velikanske piramide, ki so osupnile takratni in današnji svet; še vedno razmišljajo s pravim začudenjem in grozo. Nato z namigom na izumrle generacije iz El Hierra, ki so gradile stare hiše mestne hiše, dodaja: »...ti pošteni in preprosti možje, ponosni in zadovoljni, so opravljali velikansko delo, dokler ni bilo dokončano, da bi lahko rekli njihovim potomcem: Zapuščamo vam naše prikrajšanosti, hkrati pa prenašamo naše vrline in običaje, da nas lahko poskušate posnemati.

## Dediščina
V Villa de Valverde je glavna cerkev Nuestra Señora de la Concepción, v klasicističnem baročnem slogu, zgrajena med 1767 in 1820. Tempelj ima pravokoten tloris, razdeljen na tri ladje. Zvonik je v osrednji ladji in na čelu te ladje najdemo kvadratno apsido. Na glavni fasadi je osrednja ladja pomaknjena naprej in odpre se velik polkrožni lok iz kamna, nad katerim se dviga prvotni stolp, katerega drugo telo je sestavljeno iz osmerokotnega zvonika, na vrhu katerega je majhna kupola z vplivom mudéjarja, s podobo Device de La Concepción. Stebri podpirajo streho cerkve, znotraj katere je mogoče videti kasetiran strop iz borovega lesa v zelo preprostem slogu mudéjar . Ta stop je bil prenovljen v 20. stoletju, saj je prejšnjemu grozil propad. Plošče so nadomestile arabske ali ukrivljene ploščice.
- Cerkev Nuestra Señora de la Concepción, Valverde
- Charco Azul, Valverde
- Orjaški kuščar El Hierro, endemit na otoku